# T.E. Lønning
Terkild Emmanuel Lønning (født 28. januar 1762 i København, død 8. november 1823 sammesteds) var tegner og marinemaler.

## Opvækst og beskæftigelse
Lønning var søn af den københavnske matros Erich Thorchildsen Lønning, og han stod også selv til søs som ung mand. I 1790 blev han ansat som tegner og konstruktør ved Holmens Modelkammer under Søetaten og ud over at deltage i udsmykningen af flådens skibe, kom han til at fungere som flådens officielle maler.

## Produktion
Det ældst kendte værk fra Lønnings hånd er et portræt af orlogsskibene Neptunus og Odin, dateret 1791. Fra 1795 kendes Den kongelige Danske og Svenske Esquader paa Kiøbenhavns Rehd i Aaret 1794, og på samme tidspunkt mener man, at han var ophavsmand til det usignerede billede af orlogsskibet Indfødsretten, der eskorterede skibe ved Fayal i 1781. I 1797 udførte han et maleri af fregatten Najaden i spidsen for en mindre eskadre, der nedkæmpede seks tripolitanske skibe samme år. Han skildrede ligeledes fregatten Freyas forsvar af en konvoj i den Engelske Kanal i 1800. Under Englandskrigene skildrede han vigtige begivenheder, blandt andet linjeskibet Prins Christian Frederiks kamp i Slaget ved Sjællands Odde i 1808.
Lønning arbejdede også som decideret skibsportrætmaler, blandt andet for det Asiatiske Kompagni, med billeder af Holsteen fra 1803 og Christianshavn og Cronprinsessen fra omkring 1805. Hans arbejdede altid i gouache, men nogle af hans billeder blev kopieret i olie, mens andre - især krigsmotiverne - blev kopieret i kobberstik, for eksempel af Carl Kuntz og Wilhelm Heuer, og derefter mangfoldiggjort.